# بلال ۲۳۱۶۶
سیارک ۲۳۱۶۶ (به انگلیسی: 23166 Bilal، نامگذاری:2000GE104) بیست و سه هزار و صد و شصت و ششمین سیارک کشف شده‌است که در ۷ آوریل ۲۰۰۰ کشف شد.
قدر مطلق سیارک برابر ۲۰.۴ است.